# 希萊島
希萊島是蘇格蘭的島嶼，位於帕貝島以北2公里的大西洋海域，屬於外赫布里底群島的一部分，面積0.47平方公里，最高點海拔高度79米，島上無人居住。
57°48′08″N 7°15′15″W / 57.80220°N 7.25415°W